# ХК Славија
ХК Славија је словеначки хокејашки клуб из Љубљане. Утакмице као домаћин игра у дворани Залог, капацитета 900 места. Клуб се тренутно такмичи регионалној Слохокеј лиги.

## Историја
Клуб је основан педесетих година 20. века под именом Папирничар. Име је добио по Фабрици папира у Вевчу, јер је у почетку деловао у оквиру спортских активности радника те фабриике. Клуб је успешно играо у Словенији, развијајући своју организациону структуру. Већ по оснивању, клуб постаје вишегодишњи републички првак. Највећи успех у то време постигнут је у сезони 1955/56. кад је у Јесеницама победио домаћу екипу са 4:2. Следећег дана побеђено је и Цеље са 3:1 и тако је постао словеначки првак, што му је донело пласман у Прву савезну лигу Југославије у хокеју на леду.
Касније је Папирничар преименован у ХК Славија који је у сезони 1964. освојио јуниорско национално првенство и постао стални прволигаш у конкуренцији младих. Клуб је почео 1968. да гради своје вештачко клизалиште у Залогу, али је из политичких разлога 1976, престао са радом пре него што је клизалиште било завршено. Завршено је 1978. када је отворено међународном утакмицом хокејашких репрезентације Југославије и Источне Немачке.
Клуб поново наставља рад под истим именом у 1979 и тако је до данас.